# 치명적 자율 무기

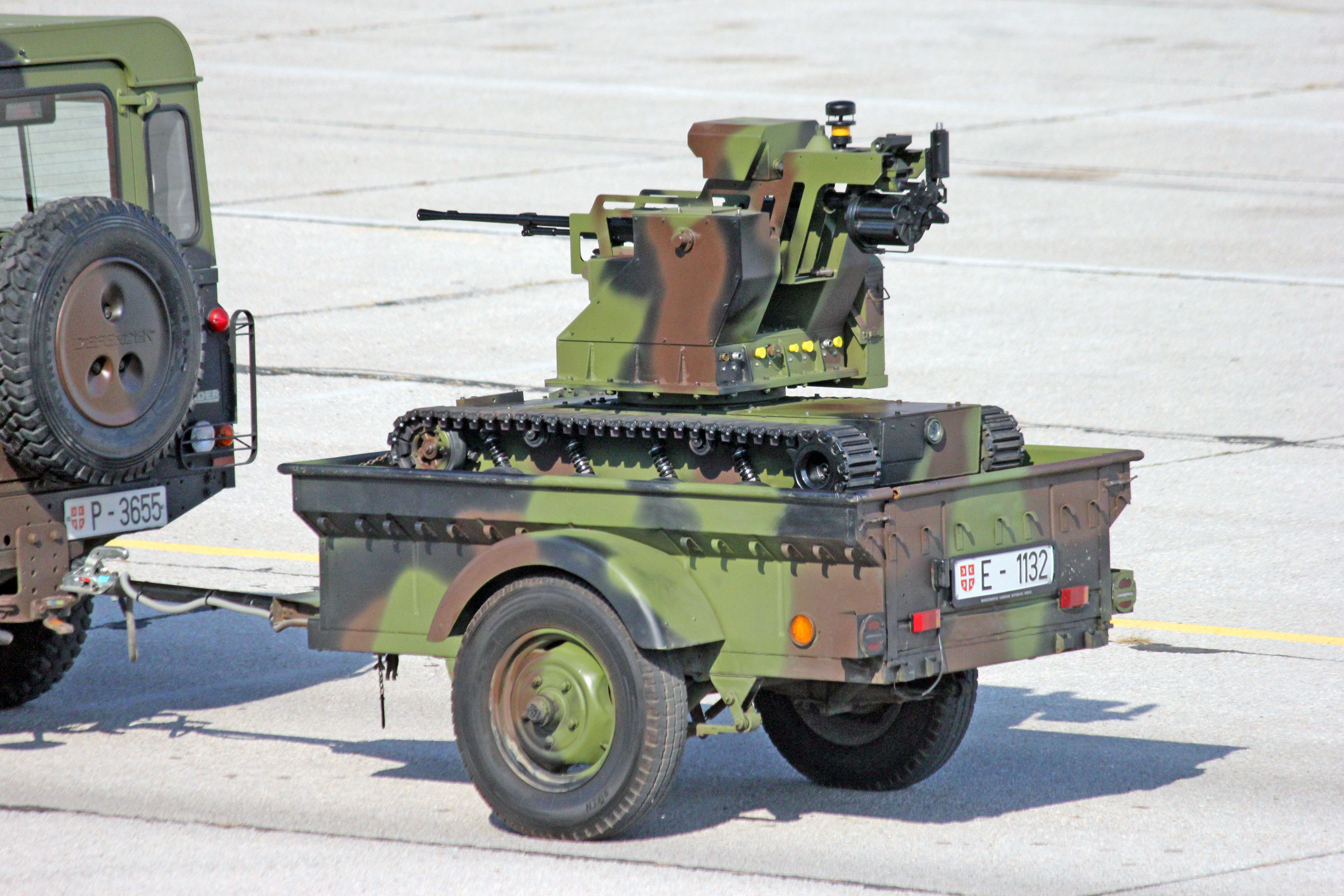
밀로시 추적 전투 로봇이 장착된 세르비아 랜드로버 디펜더 견인 트레일러

치명적 자율 무기(lethal autonomous weapon, LAW)는 프로그래밍된 제약 조건과 설명을 기반으로 목표물을 독립적으로 검색하고 교전할 수 있는 일종의 자율 군사 시스템이다. LAW는 치명적 자율 무기 시스템(lethal autonomous weapon systems, LAWS), 자율 무기 시스템(autonomous weapon systems, AWS), 로봇 무기 또는 킬러 로봇으로도 알려져 있다. LAW는 공중, 육지, 수상, 수중 또는 우주에서 작동할 수 있다. 특정 "방어" 시스템에는 예외가 있지만 2018년 현재 시스템의 자율성은 인간이 공격에 대한 최종 명령을 내린다는 점에서 제한되었다.

## 무기로서의 자율성
"자율적"이라는 것은 연구 분야마다 다른 의미를 갖는다. 군용 무기 개발 측면에서 자율 무기의 식별은 다른 분야만큼 명확하지 않다. 자율성이라는 개념에 수반되는 구체적인 표준은 학자, 국가 및 조직마다 크게 다를 수 있다.
무기 시스템의 자율성에 관한 공식 미국 국방부 정책에서는 자율 무기 시스템을 "일단 활성화되면 인간 조작자의 추가 개입 없이 목표물을 선택하고 교전할 수 있는 무기 시스템"으로 정의한다. 케이스 웨스턴 리저브 대학교 법과대학(Case Western Reserve University School of Law)의 작가인 헤더 로프(Heather Roff)는 자율 무기 시스템을 "스스로 발사 결정을 내릴 수도 있을뿐 아니라 배치된 환경의 변화하는 상황에 대응하여 기능을 학습하고 조정할 수 있는 무장 무기 시스템"이라고 설명한다.

## 자동 방어 시스템

### 대한민국
휴전선에 센트리 건인 SGR-A1이 배치되어 있다.

### 우크라이나
우크라이나의 인공지능 자동 포탑 '스카이 센티넬'이 러시아의 샤헤드 드론 6대를 격추했다. 우크라이나 군의 관계자는 "운영자가 수동으로 목표물을 선택하지 않으며 시스템의 센서와 소프트웨어가 자동으로 목표를 선택한다"고 설명했다.

## 자율 공격 시스템
2025년 4월 출시된 독일 스타트업 슈타르크(Stark)의 첫 번째 드론 OWE-V는 실시간으로 공격 결정을 내릴 수 있는 내장 소프트웨어를 갖추고 있다.

### 대한민국
대한민국은 자율 전투 드론 1,500기를 양산할 계획이다.
한국에서는 2027년엔 FA-50 전투기에 AI 파일럿을 탑재해 유인 및 무인 편대 비행에 나서는 것은 2027년으로 계회하고 있다. AI 파일럿이 단독 임무를 수행하는 완전 자율화는 2030년 이후로 계획하고 있다.

## 같이 보기
- TALON
- 밀로시 (무인 지상 차량)
- SGR-A1
- 무인 지상 차량
- 러시아의 우크라이나 침공#무인 지상 차량
- 무인 항공기